# Дэшвуд, Тенилл
Тенилл Аверил Дэшвуд (англ. Tenille Averil Dashwood) — австралийская женщина-рестлер. Наиболее известна по выступлениям в WWE под именем Эмма (англ. Emma).
Дэшвуд начала заниматься рестлингом в Австралии в 2003 году, когда ей было 13 лет. В 2008 году Дэшвуд отправилась в Канаду, чтобы тренироваться в Storm Wrestling Academy. Она выступала в Австралии и Северной Америке на независимой сцене в таких организациях, как Elite Canadian Championship Wrestling (ECCW) и Shimmer Women Athletes под именем Тенилл Тейла. В 2011 году она подписала контракт с WWE и стала первой австралийской женщиной-рестлером, подписавшей контракт с WWE. Дэшвуд также выступала в Ring of Honor (ROH) и Impact Wrestling, где она является бывшей командной чемпионкой мира Impact среди нокаутов.

## Личная жизнь
4 августа 2022 года Дэшвуд сообщила, что встречается с Майклом Раллисом, наиболее известным под именем Мэдкэп Мосс. 3 июня 2023 года Дэшвуд и Раллис объявили о своей помолвке, а 8 марта 2024 года они поженились. У супругов есть сын — Лео Остин Раллис (род. 3 марта 2025).

## Титулы и достижения
- Extreme Canadian Championship Wrestling
  - Чемпион супердевушек ECCW (2 раза)[3]
- Impact Wrestling
  - Командный чемпион мира Impact среди нокаутов (1 раз) — с Мэдисон Рэйн
- Pro Wrestling Alliance Queensland
  - Королева воинов (2009)[4]
- Pro Wrestling Illustrated
  - № 31 в топ 100 женщин-рестлеров в рейтинге PWI Women’s 50 в 2015[5]
- Swiss Wrestling Entertainment
  - Чемпион SWE среди девушек (1 раз)[6]